# Google Ngram Viewer
Google Ngram Viewer sau Google Books Ngram Viewer este un motor de căutare online care permite utilizatorilor să observe frecvența folosirii unui cuvânt în textele tipărite între 1500 și 2008. 
Este deocamdată disponibil în limbi de circulație internațională: limba engleză americană, engleza britanică, franceză, germană, spaniolă, rusă, ebraică, chineză, italiană etc.
Pentru Ngram Viewer, Google a digitalizat aproximativ 5 milioane de cărți tipărite, care conțin circa 500 de miliarde de cuvinte. Serviciul poate calcula de câte ori a apărut un cuvânt în textele respective de-a lungul unui an. Programul poate căuta un singur cuvânt sau o frază, dar și greșeli de ortografie.